# Identitățile calculului vectorial
Următoarele identități sunt importante în calculul vectorial

## Operatori simpli (sumar)
În această secțiune sunt listate explicit semnificațiile unor simboluri folosite în calculul vectorial.

### Divergență

#### Divergența unui câmp vectorial
Pentru un câmp vectorial {\displaystyle \mathbf {v} }, divergența se scrie în general sub forma:
{\displaystyle \operatorname {div} (\mathbf {v} )=\nabla \cdot \mathbf {v} }
iar rezultatul este un câmp scalar.

#### Divergența unui tensor
Pentru un tensor {\displaystyle {\stackrel {\mathbf {\mathfrak {T}} }{}}}, divergența se scrie în general sub forma:
{\displaystyle \operatorname {div} (\mathbf {\mathfrak {T}} )=\nabla \cdot \mathbf {\mathfrak {T}} }
iar rezultatul este un vector.
Mai general, divergența unui tensor de ordinul n este un tensor contractat de ordinul n-1.

### Rotor
Pentru un câmp vectorial {\displaystyle \mathbf {v} }, rotorul se scrie în general sub forma:
{\displaystyle \operatorname {rot} (\mathbf {v} )=\nabla \times \mathbf {v} }
iar rezultatul este un câmp vectorial.
Folosind convenția de sumare a lui Einstein rotorul se scrie :
{\displaystyle (\nabla \times \mathbf {V} )_{i}={\epsilon _{i}}^{jk}\partial _{j}V_{k}}

### Gradient

#### Gradientul unui câmp scalar
Pentru un câmp scalar {\displaystyle \psi \,}, gradientul se scrie în general sub forma:
{\displaystyle \operatorname {grad} (\psi )=\nabla \psi }
iar rezultatul este un câmp vectorial.
Folosind convenția de sumare a lui Einstein gradientul unui câmp scalar se scrie:
{\displaystyle (\nabla \psi )_{i}=\partial _{i}\psi }

#### Gradientul unui câmp vectorial
Se poate defini gradientul unui câmp vectorial, dar numai într-un sistem de coordonate oblice, adică într-un sistem de coordonate în care axele nu sunt perpendiculare două câte două. Altfel se obține divergența unui vector.
Pentru un câmp vectorial în coordonate oblice {\displaystyle \mathbf {v} }, gradientul se scrie în general sub forma:
{\displaystyle \operatorname {grad} (\mathbf {V} )=\nabla \mathbf {V} ={\frac {\partial {{V}_{j}}}{\partial {{x}_{i}}}}{{\mathbf {e} }_{i}}{{\mathbf {e} }_{j}}}
iar rezultatul este un tensor. Acest tip de calcul nu este preferat, datorită complicațiilor matematice foarte mari.

## Combinații ale operatorilor

### Rotorul unui gradient
Rotorul unui gradient al oricărui câmp scalar {\displaystyle \ \phi } este întotdeauna vectorul zero:
{\displaystyle \nabla \times (\nabla \phi )={\vec {0}}}
Calea de a stabili această identitate, precum și a altora, este aceea prin care se folosește sistemul de coordonate cartezian tridimensional. În conformitate cu articolul despre rotor, avem:
{\displaystyle \nabla \times \nabla \phi ={\begin{vmatrix}\mathbf {i} &\mathbf {j} &\mathbf {k} \\\\{\partial _{x}}&{\partial _{y}}&{\partial _{z}}\\\\\partial _{x}\phi &\partial _{y}\phi &\partial _{z}\phi \end{vmatrix}}\ ,}
în care partea dreaptă este un determinant, iar i, j, k sunt vectorii unitari ai axelor, iar {\displaystyle \partial _{x}=\partial /\partial _{x}}, etc. De exemplu, componenta x a ecuației de mai sus este:
{\displaystyle \mathbf {i} \left(\partial _{y}\partial _{z}-\partial _{z}\partial _{y}\right)\phi ={\vec {0}}\ ,}
în care partea stângă este egală cu zero datorită egalității derivatelor parțiale.

### Divergența unui rotor
Divergența unui rotor al oricărui câmp vectorial A este întotdeauna zero:
{\displaystyle \nabla \cdot (\nabla \times \mathbf {A} )=0}

### Divergența unui gradient
Laplacianul unui câmp scalar este definit ca divergența unui gradient:
{\displaystyle \nabla \cdot (\nabla \psi )=\nabla ^{2}\psi }
De notat că, rezultatul este o cantitate scalară.

### Rotorul unui rotor
{\displaystyle \nabla \times \left(\nabla \times \mathbf {A} \right)=\nabla (\nabla \cdot \mathbf {A} )-\nabla ^{2}\mathbf {A} }
Aici, ∇2 este laplacianul care operează asupra unui câmp vectorial A.

## Proprietăți

### Distributivitatea
{\displaystyle \nabla \cdot (\mathbf {A} +\mathbf {B} )=\nabla \cdot \mathbf {A} +\nabla \cdot \mathbf {B} }
{\displaystyle \nabla \times (\mathbf {A} +\mathbf {B} )=\nabla \times \mathbf {A} +\nabla \times \mathbf {B} }

### Produsul scalar vectorial
{\displaystyle \nabla (\mathbf {A} \cdot \mathbf {B} )=(\mathbf {A} \cdot \nabla )\mathbf {B} +(\mathbf {B} \cdot \nabla )\mathbf {A} +\mathbf {A} \times (\nabla \times \mathbf {B} )+\mathbf {B} \times (\nabla \times \mathbf {A} )}
Folosind notația lui Feynman, se scrie simplu:
{\displaystyle \nabla (\mathbf {A} \cdot \mathbf {B} )=\nabla _{A}(\mathbf {A} \cdot \mathbf {B} )+\nabla _{B}(\mathbf {A} \cdot \mathbf {B} )\ ,}
în care notația ∇A însemnă operatorul gradient subscris aplicat numai asupra factorului A.
O idee mai puțin generală, dar similară, este aceea de a folosi algebra geometrică, în care este implicată așa numita overdot notation.
Atunci, identitatea de mai sus poate fi scrisă sub forma:
{\displaystyle \nabla (\mathbf {A} \cdot \mathbf {B} )={\dot {\nabla }}({\dot {\mathbf {A} }}\cdot \mathbf {B} )+{\dot {\nabla }}(\mathbf {A} \cdot {\dot {\mathbf {B} }})\ ,}
în care punctul de deasupra este scris în scopul derivării vectoriale. În primul termen numai primul factor (punctat) este diferențiat, în timp ce al doilea factor este ținut constant. În mod asemănător, în al doilea termen, primul factor este ținut constant, iar al doilea factor (punctat) este diferențiat.
În cazul special în care A = B:
{\displaystyle {\frac {1}{2}}\nabla \left(\mathbf {A} \cdot \mathbf {A} \right)=\mathbf {A} \times (\nabla \times \mathbf {A} )+(\mathbf {A} \cdot \nabla )\mathbf {A} .}

### Produse vectoriale
{\displaystyle \nabla \cdot (\mathbf {A} \times \mathbf {B} )=\mathbf {B} \cdot (\nabla \times \mathbf {A} )-\mathbf {A} \cdot (\nabla \times \mathbf {B} )}
{\displaystyle \nabla \times (\mathbf {A} \times \mathbf {B} )=\mathbf {A} (\nabla \cdot \mathbf {B} )-\mathbf {B} (\nabla \cdot \mathbf {A} )+(\mathbf {B} \cdot \nabla )\mathbf {A} -(\mathbf {A} \cdot \nabla )\mathbf {B} }
{\displaystyle \mathbf {A\ \times } \left(\mathbf {\nabla \times B} \right)=\nabla _{B}\left(\mathbf {A\cdot B} \right)-\left(\mathbf {A\cdot \nabla } \right)\mathbf {B} \ ,}
în care notația lui Feynman ∇B însemnă operatorul gradient subscris aplicat numai asupra factorului B.
În notație cu punct deasupra:
{\displaystyle \mathbf {A\ \times } \left(\mathbf {\nabla \times B} \right)={\dot {\nabla }}\left(\mathbf {A\cdot } {\dot {\mathbf {B} }}\right)-\left(\mathbf {A\cdot \nabla } \right)\mathbf {B} \ .}

### Produse scalare și vectoriale
{\displaystyle \nabla \cdot (\psi \mathbf {A} )=\mathbf {A} \cdot \nabla \psi +\psi \nabla \cdot \mathbf {A} }
{\displaystyle \nabla \times (\psi \mathbf {A} )=\psi \nabla \times \mathbf {A} +\nabla \psi \times \mathbf {A} }

### Regula produsului pentru gradient
Gradientul produsul scalar a două câmpuri scalare {\displaystyle \psi } și {\displaystyle \phi } urmează aceeași regulă ca cea a produsului pentru o singură variabilă: 
{\displaystyle \nabla (\psi \,\phi )=\phi \,\nabla \psi +\psi \,\nabla \phi }

## Sumarul tuturor identităților

### Adunarea și înmulțirea
- {\displaystyle \mathbf {A} +\mathbf {B} =\mathbf {B} +\mathbf {A} }
- {\displaystyle \mathbf {A} \cdot \mathbf {B} =\mathbf {B} \cdot \mathbf {A} }
- {\displaystyle \mathbf {A} \times \mathbf {B} =\mathbf {-B} \times \mathbf {A} }
- {\displaystyle \left(\mathbf {A} +\mathbf {B} \right)\cdot \mathbf {C} =\mathbf {A} \cdot \mathbf {C} +\mathbf {B} \cdot \mathbf {C} }
- {\displaystyle \left(\mathbf {A} +\mathbf {B} \right)\times \mathbf {C} =\mathbf {A} \times \mathbf {C} +\mathbf {B} \times \mathbf {C} }
- {\displaystyle \mathbf {A} \cdot \left(\mathbf {B} \times \mathbf {C} \right)=\mathbf {B} \cdot \left(\mathbf {C} \times \mathbf {A} \right)=\mathbf {C} \cdot \left(\mathbf {A} \times \mathbf {B} \right)=\left|{\begin{array}{ccc}A_{x}&A_{y}&A_{z}\\B_{x}&B_{y}&B_{z}\\C_{x}&C_{y}&C_{z}\end{array}}\right|} (triplu produs scalar)
- {\displaystyle \mathbf {A\times } \left(\mathbf {B} \times \mathbf {C} \right)=\left(\mathbf {A} \cdot \mathbf {C} \right)\mathbf {B} -\left(\mathbf {A} \cdot \mathbf {B} \right)\mathbf {C} } (triplu produs vectorial)
- {\displaystyle \mathbf {\left(A\times B\right)\cdot } \left(\mathbf {C} \times \mathbf {D} \right)=\left(\mathbf {A} \cdot \mathbf {C} \right)\left(\mathbf {B} \cdot \mathbf {D} \right)-\left(\mathbf {B} \cdot \mathbf {C} \right)\left(\mathbf {A} \cdot \mathbf {D} \right)}
- {\displaystyle \mathbf {\left(A\times B\right)\times } \left(\mathbf {C} \times \mathbf {D} \right)=\left(\mathbf {A} \cdot \mathbf {B\times D} \right)\mathbf {C} -\left(\mathbf {A} \cdot \mathbf {B\times C} \right)\mathbf {D} }

### Diferențierea
- {\displaystyle \nabla (\psi +\phi )=\nabla \psi +\nabla \phi }
- {\displaystyle \nabla (\psi \,\phi )=\phi \,\nabla \psi +\psi \,\nabla \phi }
- {\displaystyle \nabla \cdot (\mathbf {A} +\mathbf {B} )=\nabla \cdot \mathbf {A} +\nabla \cdot \mathbf {B} }
- {\displaystyle \nabla \times (\mathbf {A} +\mathbf {B} )=\nabla \times \mathbf {A} +\nabla \times \mathbf {B} }
- {\displaystyle \nabla \cdot \left(\psi \mathbf {A} \right)=\psi \nabla \cdot \mathbf {A} +\mathbf {A} \cdot \nabla \psi }
- {\displaystyle \nabla \times \left(\psi \mathbf {A} \right)=\psi \nabla \times \mathbf {A} -\mathbf {A} \times \nabla \psi }
- {\displaystyle \nabla \cdot \left(\mathbf {A} \times \mathbf {B} \right)=\mathbf {B} \cdot (\nabla \times \mathbf {A} )-\mathbf {A} \cdot (\nabla \times \mathbf {B} )}
- {\displaystyle \nabla \times \left(\mathbf {A} \times \mathbf {B} \right)=\mathbf {A} \left(\nabla \cdot \mathbf {B} \right)-\mathbf {B} \left(\nabla \cdot \mathbf {A} \right)+\left(\mathbf {B} \cdot \nabla \right)\mathbf {A} -\left(\mathbf {A} \cdot \nabla \right)\mathbf {B} }
- {\displaystyle \nabla \left(\mathbf {A} \cdot \mathbf {B} \right)=\left(\mathbf {A} \cdot \mathbf {\nabla } \right)\mathbf {B} +\left(\mathbf {B} \cdot \mathbf {\nabla } \right)\mathbf {A} +\mathbf {A} \times \left(\nabla \times \mathbf {B} \right)+\mathbf {B} \times \left(\nabla \times \mathbf {A} \right)}
- {\displaystyle \nabla \cdot (\nabla \times \mathbf {A} )=0}
- {\displaystyle \nabla \times (\nabla \psi )=0}
- {\displaystyle \nabla \cdot (\nabla \psi )=\nabla ^{2}\psi }        (Laplacianul unui scalar)
- {\displaystyle \nabla \left(\nabla \cdot \mathbf {A} \right)-\nabla \times \nabla \times \mathbf {A} =\nabla ^{2}\mathbf {A} }   (Laplacianul unui vector)
- {\displaystyle \psi \nabla ^{2}\phi -\phi \nabla ^{2}\psi =\nabla \cdot \left(\psi \nabla \phi -\phi \nabla \psi \right)}

### Integrarea
- {\displaystyle \iint \limits _{S}\!\!\!\!\!\!\!\!\!\!\!\!\!\!\!\!\;\;\;\subset \!\supset \mathbf {A} \cdot d\mathbf {s} =\iiint \limits _{V}\left(\nabla \cdot \mathbf {A} \right)dv} (Teorema divergenței)
- {\displaystyle \iint \limits _{S}\!\!\!\!\!\!\!\!\!\!\!\!\!\!\!\!\;\;\;\subset \!\supset {\psi }d\mathbf {s} =\iiint \limits _{V}\nabla \psi \,dv}
- {\displaystyle \iint \limits _{S}\!\!\!\!\!\!\!\!\!\!\!\!\!\!\!\!\;\;\;\subset \!\supset \left({\hat {\mathbf {n} }}\times \mathbf {A} \right)ds=\iiint \limits _{V}\left(\nabla \times \mathbf {A} \right)dv}
- {\displaystyle \iiint \limits _{V}\left(\psi \nabla ^{2}\varphi +\nabla \varphi \cdot \nabla \psi \right)dv=\iint \limits _{S}\!\!\!\!\!\!\!\!\!\!\!\!\!\!\!\!\;\;\;\subset \!\supset \psi \left(\nabla \varphi \cdot {\hat {\mathbf {n} }}\right)ds} (Prima identitate a lui Green)
- {\displaystyle \iiint \limits _{V}\left(\psi \nabla ^{2}\varphi -\varphi \nabla ^{2}\psi \right)dv=\iint \limits _{S}\!\!\!\!\!\!\!\!\!\!\!\!\!\!\!\!\;\;\;\subset \!\supset \left[\left(\psi \nabla \varphi -\varphi \nabla \psi \right)\cdot {\hat {\mathbf {n} }}\right]ds=\iint \limits _{S}\!\!\!\!\!\!\!\!\!\!\!\!\!\!\!\!\;\;\;\subset \!\supset \left[\psi {\frac {\partial \varphi }{\partial n}}-\varphi {\frac {\partial \psi }{\partial n}}\right]ds} (A doua identitate a lui Green)
- {\displaystyle \oint \limits _{C}\mathbf {A} \cdot d\mathbf {l} =\iint \limits _{S}\left(\nabla \times \mathbf {A} \right)\cdot d\mathbf {s} } (Teorema lui Stokes)
- {\displaystyle \oint \limits _{C}\psi d\mathbf {l} =\iint \limits _{S}\left({\hat {\mathbf {n} }}\times \nabla \psi \right)ds}